# Mario & Luigi: Bowser's Inside Story
Mario & Luigi: Bowser's Inside Story är ett datorspel i rollspelsgenren till Nintendo DS. Spelet släpptes i Japan den 11 februari 2009, den 14 september 2009 i Nordamerika och den 9 oktober i Europa. Det är det tredje spelet i Mario & Luigi-serien och avslöjades på Nintendos presskonferens den 2 oktober 2008.
Som en del av Mario & Luigi-serien innehåller spelet nya funktioner såsom minispel och möjligheten att spela som Bowser och använda hans unika stridssystem. Fler detaljer avslöjades på E3 2009, däribland spelets engelska titel och releasedatum för Europa och Nordamerika.
Spelet fick ett varmt mottagande och vann tre utmärkelser från olika recensenter. Nintendo Australien har slutat sälja spelet i Australien och Nya Zeeland vilket har skapat missnöje bland datorspelare då även Metroid Prime: Trilogy nyligen slutat säljas i området.
Detta var det sista Mario & Luigi-spelet Fawful dyker upp i.

## Utveckling
Nintendo avslöjade spelet på en presskonferens i Japan. Nintendos japanavdelning avslöjade detaljer kring spelets handling och gameplay samt att konsolens pekskärm skulle ha en central roll. AlphaDream, som tidigare utvecklat Superstar Saga och Partners In Time, utvecklade spelet tillsammans med personer som tidigare arbetat med Marioserien, däribland Yōko Shimomura och Charles Martinet. på E3 2009 avslöjades det att spelets officiella engelska namn skulle bli Mario and Luigi: Bowser's Inside Story och att det skulle släppas i Europa och Nordamerika under hösten 2009.